# Hipismo nos Jogos Olímpicos de Verão de 1956
O hipismo nos Jogos Olímpicos de Verão de 1956 foi realizado em Estocolmo, na Suécia, com seis eventos disputados no adestramento, concurso completo de equitação (CCE) e salto.
Pela primeira na história dos Jogos Olímpicos modernos, uma modalidade esportiva não foi disputada no país anfitrião dos Jogos (partidas do torneio de futebol são freqüentemente disputadas em diferentes cidades mas nunca em países diferentes) por conta das severas leis de quarentena de animais na Austrália que impediu a entrada de cavalos para os Jogos de Melbourne. As competições de hipismo em Estocolmo foram disputadas cinco meses antes do início dos Jogos na cidade australiana, entre 11 e 17 de junho.

## Adestramento individual
| Pos. | País                     | Atletas             | Cavalos |
| ---- | ------------------------ | ------------------- | ------- |
|      | Suécia (SWE)             | Henri Saint Cyr     | Juli    |
|      | Dinamarca (DEN)          | Lis Hartel          | Jubilee |
|      | Equipe Alemã Unida (EUA) | Liselott Linsenhoff | Adular  |

## Adestramento por equipe
| Pos. | País                     | Atletas                                                 | Cavalos                |
| ---- | ------------------------ | ------------------------------------------------------- | ---------------------- |
|      | Suécia (SWE)             | Gustaf Boltenstern Jr. Henri Saint Cyr Gehnall Persson  | Krest Juli Knaust      |
|      | Equipe Alemã Unida (EUA) | Liselott Linsenhoff Hannelore Weygand Anneliese Kuppers | Adular Perkunos Africa |
|      | Suíça (SUI)              | Gootfried Trachsel Henri Chammartin Gustay Fischer      | Kursus Woehler Vasello |

## CCE individual
| Pos. | País                     | Atletas               | Cavalo         |
| ---- | ------------------------ | --------------------- | -------------- |
|      | Suécia (SWE)             | Petris Kastenman      | Iluster        |
|      | Equipe Alemã Unida (EUA) | August Lütke-Westhues | Trux von Kamax |
|      | Grã-Bretanha (GBR)       | Francis Weldon        | Kilbarry       |

## CCE por equipe
| Pos. | País                     | Atletas                                       | Cavalos                              |
| ---- | ------------------------ | --------------------------------------------- | ------------------------------------ |
|      | Grã-Bretanha (GBR)       | Francis Weldon Arthur Rook Albert Hill        | Kilbarry Wild Venture Countryman III |
|      | Equipe Alemã Unida (EUA) | August Lütke-Westhues Otto Rothe Klaus Wagner | Trux von Kamax Sissi Prinzess        |
|      | Canadá (CAN)             | John Rumble Jim Elder Brian Herbinson         | Cilroy Colleen Tara                  |

## Salto individual
| Pos. | País                     | Atletas          | Cavalos |
| ---- | ------------------------ | ---------------- | ------- |
|      | Equipe Alemã Unida (EUA) | Hans Winkler     | Halla   |
|      | Itália (ITA)             | Raimondo d'Inzeo | Merano  |
|      | Itália (ITA)             | Piero d'Inzeo    | Uruguay |

## Salto por equipe
| Pos. | País                     | Atletas                                             | Cavalos                    |
| ---- | ------------------------ | --------------------------------------------------- | -------------------------- |
|      | Equipe Alemã Unida (EUA) | Hans Winkler Fritz Thiedemann Alfons Lütke-Westhues | Halla Meteor Ala           |
|      | Itália (ITA)             | Raimondo d'Inzeo Piero d'Inzeo Salvatore Oppes      | Merano Uruguay Pagoro      |
|      | Grã-Bretanha (GBR)       | Wilfred White Patricia Smythe Peter Robeson         | Nizefela Flanagan Scorchin |

## Quadro de medalhas do hipismo
| Ordem | País                     | Medalha de ouro | Medalha de prata | Medalha de bronze | Total |
| ----- | ------------------------ | --------------- | ---------------- | ----------------- | ----- |
| 1     | Suécia (SWE)             | 3               | 0                | 0                 | 3     |
| 2     | Equipe Alemã Unida (EUA) | 2               | 3                | 1                 | 6     |
| 3     | Grã-Bretanha (GBR)       | 1               | 0                | 2                 | 3     |
| 4     | Itália (ITA)             | 0               | 2                | 1                 | 3     |
| 5     | Dinamarca (DEN)          | 0               | 1                | 0                 | 1     |
| 6     | Canadá (CAN)             | 0               | 0                | 1                 | 1     |
| 6     | Suíça (SUI)              | 0               | 0                | 1                 | 1     |